# Anchor Bay (California)
Anchor Bay es un lugar designado por el censo ubicado en el condado de Mendocino en el estado estadounidense de California. En el año 2010 tenía una población de 340 habitantes.

## Geografía
Anchor Bay se encuentra ubicado en las coordenadas 38°48′13″N 123°34′57″O / 38.80361, -123.58250.